# الهواتف المحمولة على متن الطائرات
في الولايات المتحدة، تحظر لوائح لجنة الاتصالات الفيدرالية (FCC) استخدام الهواتف المحمولة على متن الطائرات أثناء الطيران إذا تم اعتبار أنها تسبب تداخلًا مع أنظمة الطائرات. تترك الفقرة (ب) (5) من (14 CFR 91.21) الأمر متروكًا لشركات الطيران لتحديد ما إذا كان يمكن استخدام الأجهزة في الرحلة، مما يسمح باستخدام «أي جهاز إلكتروني محمول آخر قرر مشغل الطائرة أنه لن يتسبب في حدوث تداخل مع نظام الملاحة أو الاتصالات الخاص بالطائرة التي سيتم استخدامه عليها».
في أوروبا، سمحت اللوائح والتكنولوجيا بإدخال محدود لاستخدام الهواتف المحمولة للركاب في بعض الرحلات الجوية التجارية، وفي أماكن أخرى من العالم تتجه العديد من شركات الطيران نحو السماح باستخدام الهاتف المحمول في الرحلات الجوية. لا تزال العديد من شركات الطيران لا تسمح باستخدام الهواتف المحمولة على متن الطائرات. كما يحظر غيرهم في كثير من الأحيان استخدام الهواتف المحمولة أثناء الإقلاع والهبوط.
يضغط العديد من الركاب على شركات الطيران وحكوماتهم للسماح باستخدام الهاتف المحمول وتحريره، في حين أن بعض شركات الطيران، تحت ضغط المنافسة، تضغط أيضًا من أجل تحريرها أو البحث عن تكنولوجيا جديدة يمكن أن تحل المشاكل الحالية. من ناحية أخرى، تقاوم وكالات الطيران الرسمية ومجالس السلامة أي تخفيف لقواعد السلامة الحالية ما لم وحتى يتم إثبات بشكل قاطع أنه سيكون من الآمن القيام بذلك. هناك عوامل فنية واجتماعية تجعل القضايا أكثر تعقيدًا من مناقشة بسيطة للسلامة مقابل المخاطر.

## الجدال حول السلامة
في الولايات المتحدة، تقيد لجنة الاتصالات الفيدرالية (FCC) استخدام الهاتف الخلوي على الطائرات من أجل منع تعطيل الأبراج الخلوية على الأرض. كما هو مذكور أعلاه، تسمح إدارة الطيران الفيدرالية باستخدام الأجهزة اللاسلكية على متن الطائرة ولكن فقط بعد أن تقرر شركة الطيران أن الجهاز لن يتداخل مع اتصالات الطائرات أو الملاحة.
يؤكد أحد التقارير الارتباطات بين استخدام الهواتف المحمولة والأجهزة الإلكترونية المحمولة الأخرى أثناء الطيران، والمشكلات المختلفة المتعلقة بإلكترونيات الطيران. وخلصت دراسة أخرى إلى أن بعض «الأجهزة الإلكترونية المحمولة»، بما في ذلك أجهزة الكمبيوتر المحمولة والألعاب الإلكترونية ومؤشرات الليزر، المستخدمة في المقصورة يمكن أن تتجاوز مستويات الانبعاثات المسموح بها من قبل الشركة المصنعة للطائرة للأمان فيما يتعلق ببعض إلكترونيات الطيران، في حين أنها لم تنجح في نسخ أي منها. من الأخطاء التي يشتبه في أنها ناجمة عن استخدام هذه الأجهزة في ظروف معملية خاضعة للرقابة.
منذ أن تم فرض هذه اللوائح في الأصل من قبل العديد من وكالات الطيران الدولية، تم تطوير أجهزة منخفضة الطاقة للغاية، مثل بيكوسيل. وتشمل أسباب ذلك تحسين الأمن وتقليل التداخل والسماح باستخدام الهواتف المحمولة بأمان أثناء الطيران. أضافت العديد من شركات الطيران الآن هذه المعدات إلى طائراتها. ومن المتوقع أن يفعل المزيد في السنوات القادمة.

### التداخل الكهرومغناطيسي
التداخل الكهرومغناطيسي في أنظمة الطائرات هو جدال شائع لحظر الهواتف المحمولة (وغيرها من الأجهزة الإلكترونية للركاب) على الطائرات. نظريًا، قد تتداخل أجهزة الإرسال اللاسلكية النشطة مثل الهواتف المحمولة وأجهزة الاتصال اللاسلكي وأجهزة الكمبيوتر المحمولة أو أجهزة الألعاب مع الطائرة. تبعث الأجهزة الإلكترونية غير المرسلة أيضًا من الإشعاع الكهرومغناطيسي، على الرغم من أن مستوى الطاقة عادةً ما يكون منخفضًا، ويمكن أن تؤثر أيضًا نظريًا على إلكترونيات الطائرة. بشكل جماعي، يمكن الإشارة إلى أي من هذه الأجهزة الإلكترونية المحمولة (PEDs).
نشرت ناسا تفاصيل أحدث خمسين تقريرًا إلى نظام الإبلاغ عن سلامة الطيران (ASRS) فيما يتعلق «بمشاكل إلكترونيات الطيران التي قد تنجم عن تأثير الأجهزة الإلكترونية للركاب.» تختلف طبيعة هذه التقارير على نطاق واسع. البعض يصف فقط تفاعلات الركاب مع أطقم الرحلات عندما يُطلب منهم التوقف عن استخدام جهاز إلكتروني. تشير التقارير الأخرى إلى أن أطقم العمل أبلغت عن حالة شاذة حدثت في نفس الوقت الذي شوهد فيه راكب يستخدم هاتفًا محمولًا. تشير بعض التقارير إلى أن التداخل في أنظمة الطائرات لوحظ أنه يظهر ويختفي أثناء تشغيل وإيقاف تشغيل هذا الجهاز المشتبه فيه. يشير إدخال واحد في (ASRS)، المعين (ACN: 440557)، إلى وجود ارتباط واضح حيث تسبب مشغل دي في دي الخاص بالراكب في حدوث خطأ بمقدار 30 درجة في عرض عنوان الطائرة، في كل مرة يتم فيها تشغيل اللاعب. ومع ذلك، يعود تاريخ هذا التقرير إلى عام 1999 ويتضمن طائرة بوينغ 727، وهي نوع قديم من الطائرات لم تعد تستخدمه شركات الطيران اليوم.

اشتملت دراسة عام 2003 على ثلاثة أشهر من الاختبار باستخدام أجهزة تحليل الطيف الراديوي وغيرها من الأدوات على متن رحلات تجارية منتظمة، ونص أحد المقاطع:
وجدت دراسة أجرتها هيئة الطيران المدني البريطانية عام 2000 أن الهاتف المحمول، عند استخدامه بالقرب من قمرة القيادة أو موقع معدات إلكترونيات الطيران الأخرى، سيتجاوز مستويات الأمان للمعدات القديمة (المتوافقة مع معايير 1984). هذه المعدات لا تزال قيد الاستخدام، حتى في الطائرات الجديدة. لذلك، يخلص التقرير إلى أن السياسة الحالية، التي تقيد استخدام الهواتف المحمولة على جميع الطائرات أثناء تشغيل المحركات، يجب أن تظل سارية.
يشك منتقدو الحظر في أن الأجهزة الصغيرة التي تعمل بالبطاريات سيكون لها أي تأثير كبير على الأنظمة الإلكترونية المحمية للطائرة التجارية. يشير الباحثان في مجال السلامة تكلا إس بيري وليندا جيبيرت إلى أن الحماية وغيرها من وسائل الحماية تتدهور مع تقدم العمر ودورات الاستخدام وحتى بعض إجراءات الصيانة، كما هو الحال أيضًا مع الحماية في أجهزة (PED)، بما في ذلك الهواتف المحمولة.
تناقش عدة تقارير كلا الجانبين من القضية في نفس المقال. من ناحية، يسلطون الضوء على عدم وجود دليل واضح على أن الهواتف المحمولة تسبب تداخلًا كبيرًا، بينما من ناحية أخرى يشيرون إلى أن الحذر في الحفاظ على القيود المفروضة على استخدام الهواتف المحمولة وأجهزة (PED) الأخرى أثناء الطيران هو المسار الأكثر أمانًا الذي يجب اتخاذه.

## الجدال حول قضايا أخرى

### المقاومة الاجتماعية لاستخدام الهاتف المحمول في الرحلات الجوية
قد يفضل الكثير من الناس فرض حظر على استخدام الهاتف المحمول أثناء الطيران لأنه يمنع الكميات غير الضرورية من الضوضاء الصادرة عن محادثات الهاتف المحمول. اقترحت (AT&T) أن تظل قيود الهاتف المحمول أثناء الرحلة سارية من أجل تقليل الإزعاج الذي يلحق بالركاب الآخرين بسبب شخص يتحدث على هاتف محمول بالقرب منهم.

### المنافسة على خدمة الهاتف على متن خطوط الطيران
اقترح المتشككون في الحظر أن شركات الطيران تدعم الحظر لأنها لا تريد للركاب أن يكون لديهم بديل لخدمة الهاتف على متن الطائرة مثل (GTE's) ايرفون. نُقل عن آندي بليوز، المتحدث باسم يونايتد إيرلاينز، قوله «لا نعتقد أنها قضية سلامة جيدة... نود أن يستخدم الناس الهواتف المحمولة.»

## الحالة الحالية

### في تكنولوجيا الطيران
في 31 أكتوبر 2013، أصدرت إدارة الطيران الفيدرالية بيانًا صحفيًا بعنوان «إدارة الطيران الفيدرالية للسماح لشركات الطيران بتوسيع استخدام الإلكترونيات الشخصية» أعلنت فيه أنه «يمكن لشركات الطيران توسيع استخدام الركاب للأجهزة الإلكترونية المحمولة (PEDs) بأمان خلال جميع مراحل طيران.» لا تشمل هذه السياسة الجديدة استخدام الهاتف الخلوي أثناء الطيران، لأنه، كما جاء في البيان الصحفي، «لم تفكر إدارة الطيران الفيدرالية في تغيير اللوائح المتعلقة باستخدام الهواتف المحمولة للاتصالات الصوتية أثناء الرحلة لأن المشكلة تخضع لاختصاص السلطة الفيدرالية هيئة الاتصالات (FCC)».
تمت متابعة هذا البيان الصحفي الصادر عن إدارة الطيران الفيدرالية بسرعة ببيان صحفي للجنة الاتصالات الفيدرالية بعنوان «بيان الرئيس ويلر بشأن اقتراح خدمات الهاتف المحمول أثناء الطيران» والذي ذكر فيه رئيس لجنة الاتصالات الفيدرالية توم ويلر، «يمكن للتقنيات الحديثة تقديم خدمات الهاتف المحمول في الهواء بأمان وموثوقية، والوقت مناسب لمراجعة قواعدنا القديمة والمقيدة». وقد أدى ذلك إلى تكهنات وسائل الإعلام بأن استخدام الهواتف المحمولة للاتصالات الصوتية على متن طائرة أثناء الطيران سيتم السماح به قريبًا.
قامت بعض شركات الطيران بتثبيت تقنيات للسماح بتوصيل الهواتف داخل الطائرة أثناء تحليقها. تم اختبار هذه الأنظمة في رحلات جوية مجدولة اعتبارًا من عام 2006 وفي عام 2008 بدأت العديد من شركات الطيران في السماح باستخدام الهواتف المحمولة أثناء الطيران.

### حالة مناطق معينة وشركات الطيران الفردية
الصين
اعتبارًا من 2018، تسمح اللوائح الصينية (وشركات الطيران الكبرى بما في ذلك خطوط جنوب الصين الجوية وخطوط شرق الصين الجوية وإير تشاينا) باستخدام الهاتف في وضع الطيران (مع إيقاف تشغيل أجهزة الإرسال).
طيران الإمارات
في 20 مارس 2008، بدأت رحلات طيران الإمارات السماح بإجراء مكالمات صوتية على متن بعض رحلات الطيران التجارية.
الخدمات الأوروبية
تسمح شركتا إيروموبايل وأون إير باستخدام الأجهزة الإلكترونية الشخصية على متن الرحلات الجوية. الخدمات متاحة بسهولة في أوروبا ومرخصة لشركات طيران محددة.
كانتاس
منذ 26 أغسطس 2014، سمحت كانتاس بالهواتف المحمولة (وغيرها من الأجهزة الإلكترونية المحمولة التي يقل وزنها عن 1 كغم) أثناء الرحلة بأكملها، إذا كانت الأجهزة في وضع الطيران أثناء وجودها على متن الطائرة. تبنت جيتستار (المملوكة لشركة كانتاس) نفس الترتيبات في 30 أغسطس 2014.
رايان اير
في 30 أغسطس 2006، أعلنت شركة الطيران الأيرلندية رايان إير أنها ستقدم وسيلة للسماح للركاب باستخدام هواتفهم المحمولة أثناء الرحلة. بدأت هذه الخدمة في 19 فبراير 2009 مع 20 من طائراتهم التي تتخذ من دبلن مقراً لها.
الخطوط الجوية التركية
الموقف المعلن للخطوط الجوية التركية هو أن «الهواتف المحمولة تتداخل مع أدوات الطيران ولها تأثير سلبي على سلامة الطيران».
الهواتف المحمولة على طائرات الشركات
نفذت شركة داسو للطيران مفهومًا جديدًا يسمى «سيف سيل» (SafeCell) في 2 أبريل 2009 عندما بدأت فالكون 2000 الطيران.
المملكة المتحدة
في 18 أكتوبر 2007، نشر مكتب الاتصالات مقترحات للنهج التقني والتراخيص الذي سيتم اعتماده للسماح بذلك لمستخدمي (GSM) الأوروبيين على 1800 نطاق ميغاهرتز على متن طائرة مسجلة في المملكة المتحدة. وفي 26 مارس 2008 وافقت (Ofcom) على استخدام خلايا بيكوسيل لدعم الهاتف المحمول على متن الطائرات في المملكة المتحدة. يتعين على شركات الطيران تزويد الطائرات أولاً بخلايا صغيرة والتقدم بطلب للحصول على تراخيص.

### اللوائح والممارسات في الولايات المتحدة
لمنع حدوث خلل في شبكة الهاتف الخلوي من تأثيرات الهواتف المحمولة سريعة الحركة على ارتفاع (انظر المناقشة الفنية، أدناه)، حظرت لجنة الاتصالات الفيدرالية استخدام الهواتف المحمولة على جميع الطائرات في الرحلة. ومع ذلك، قامت لجنة الاتصالات الفيدرالية (FCC) بتخصيص أطياف في 450 ميغا هيرتز ونطاقات التردد 800 ميغا هيرتز للاستخدام بواسطة المعدات المصممة والمختبرة لخدمة الهاتف الراديوي جو-أرض. تستخدم هذه الأنظمة محطات أرضية منفصلة على نطاق أوسع بكثير من الأنظمة الخلوية القياسية. في 450 تكون تخصيصات القناة المشتركة في النطاق على مسافة 497 ميلاً على الأقل وفي 800 ميغا هيرتز تم التصريح بنطاق لمواقع محددة فقط من قبل لجنة الاتصالات الفيدرالية (FCC). 450 ميغا هيرتز خدمة ميغاهيرتز محدودة لمستخدمي «الطيران العام»، وعادة طائرات الشركات، في حين أن 800 ميغا هيرتز يمكن استخدام طيف من قبل الطائرات وكذلك للطيران العام.
تحظر إدارة الطيران الفيدرالية في (14 CFR § 91.21) استخدام الأجهزة الإلكترونية المحمولة، بما في ذلك الهواتف المحمولة، لجميع الرحلات الجوية التجارية وتلك الرحلات الخاصة التي يتم إجراؤها بموجب قواعد الطيران الآلي (IFR). إنه يسمح لشركة الطيران (أو الطيار بالنسبة للطائرات التي يديرها القطاع الخاص) باستثناء هذه القاعدة إذا رأى المشغل أن الجهاز آمن. يمنح هذا بشكل فعال شركة الطيران، أو الطيار الخاص، الكلمة الأخيرة فيما يتعلق بالأجهزة التي يمكن استخدامها بأمان على متن طائرة بقدر ما يتعلق الأمر بإدارة الطيران الفيدرالية على الرغم من أن قيود لجنة الاتصالات الفيدرالية (FCC) لا تزال سارية. (لاحظ أنه بالنسبة للطائرات التي تشغلها شركة طيران، لا يعتبر الطيار «المشغل» ولا يمكنه قانونيًا السماح باستثناءات من قيود شركة الطيران على الرغم من أن الطيار قد يفرض قيودًا إضافية.) في 11 فبراير 2014، وافقت لجنة مجلس النواب للنقل والبنية التحتية على قانون حظر الاتصالات الصوتية أثناء الطيران على الأجهزة اللاسلكية المحمولة. سيمنع مشروع القانون ركاب شركات الطيران من التحدث على الهواتف المحمولة أثناء الرحلة. في سبتمبر 2014، عارضت مجموعة من أعضاء الكونجرس من الحزبين، إنهاء لجنة الاتصالات الفيدرالية للحظر المفروض على الهواتف المحمولة على متنها، مشيرة إلى السلامة باعتبارها أحد الشواغل الرئيسية.

### الوضع التنظيمي في أوروبا
في سبتمبر 2014، رفعت وكالة سلامة الطيران الأوروبية حظرها على استخدام الهاتف المحمول أثناء الرحلات الجوية. يسمح التوجيه الجديد لشركات الطيران بالسماح للأجهزة الإلكترونية المحمولة بالبقاء قيد التشغيل، دون الحاجة إلى أن تكون في «وضع الطائرة». يتيح ذلك القدرة على تقديم خدمات اتصالات أو خدمات WiFi «من بوابة إلى بوابة».

### الوضع التنظيمي في الهند
في 19 يناير 2018، سمحت هيئة تنظيم الاتصالات في الهند (TRAI) باستخدام الهواتف المحمولة والوصول إلى الإنترنت من خلال شبكة واي-فاي على متن جميع الرحلات الجوية العاملة في المجال الجوي الهندي. ومع ذلك، لا يُسمح للركاب بإجراء مكالمات هاتفية إلا عندما تكون الطائرة على ارتفاع يزيد عن 3,000 متر (9,800 قدم) . وذكرت الهيئة أن تقييد الارتفاع كان لضمان «التوافق مع الشبكات المتنقلة للأرض».

### تقنيات المستقبل
أعلن عدد قليل من شركات الطيران الأمريكية عن خطط لتثبيت تكنولوجيا جديدة على الطائرات والتي من شأنها أن تسمح باستخدام الهواتف المحمولة على الطائرات، في انتظار موافقة لجنة الاتصالات الفدرالية وإدارة الطيران الفيدرالية. تشبه هذه الطريقة تلك المستخدمة في معظم السيارات في قطار إنتر سيتي إكسبريس الألماني. ستحمل الطائرة جهاز يعرف باسم بيكوسيل. تعمل البيكوسيل كمحطة قاعدة مصغرة (مثل برج الهاتف الخلوي) تتواصل مع الهواتف المحمولة داخل الطائرة وتنقل الإشارات إما إلى الأقمار الصناعية أو إلى نظام قائم على الأرض. سيتم تصميم خلية البيكوسل وصيانتها من أجل التوافق التام مع إلكترونيات الطيران للطائرات. سيكون الاتصال بين البيكوسيل وبقية شبكة الهاتف على ترددات منفصلة لا تتداخل مع النظام الخلوي أو إلكترونيات الطيران بالطائرة، على غرار أنظمة الهاتف الموجودة على متن الطائرة الموجودة بالفعل على متن العديد من الطائرات التجارية. نظرًا لأن هوائيات بيكوسيل داخل الطائرة ستكون قريبة جدًا من الركاب وداخل الغلاف المعدني للطائرة، يمكن تقليل طاقة خرج بيكوسيل والهواتف المحمولة إلى مستويات منخفضة جدًا، مما يقلل من خطر التداخل. تم اختبار هذه الأنظمة في عدد قليل من الرحلات داخل الولايات المتحدة بموجب تنازل من لجنة الاتصالات الفيدرالية (FCC). 
شكلت (ARINC) و (Telenor) شركة مشتركة لتقديم مثل هذه الخدمة على متن الطائرات التجارية. يتم توجيه مكالمات الهاتف الخلوي عبر الأقمار الصناعية إلى الشبكة الأرضية ونظام فحص (EMI) على متن الطائرة يمنع الهواتف المحمولة من محاولة الاتصال بالشبكات الأرضية.
هذه الأنظمة سهلة التنفيذ نسبيًا للعملاء في معظم أنحاء العالم حيث تكون هواتف جي إس إم التي تعمل على واحد من نطاقين فقط هي القاعدة. يجعل تعدد أنظمة الهاتف المحمول غير المتوافقة في الولايات المتحدة وبعض البلدان الأخرى الموقف أكثر صعوبة - ليس من الواضح ما إذا كانت أجهزة إعادة الإرسال الموجودة على متن الطائرة ستكون متوافقة مع جميع بروتوكولات الهاتف المحمول المختلفة (TDMA، جي إس إمجي إس إم، CDMA، iDen) ومقدميها.

## مناقشة فنية
تحظر لجنة الاتصالات الفيدرالية الأمريكية (FCC) حاليًا استخدام الهواتف المحمولة على متن أي طائرة أثناء الطيران. السبب المعطى هو أن أنظمة الهواتف المحمولة تعتمد على إعادة استخدام التردد، مما يسمح بزيادة كبيرة في عدد العملاء الذين يمكن خدمتهم داخل منطقة جغرافية على كمية محدودة من الطيف الراديوي، وتشغيل الهاتف على ارتفاع قد ينتهك الافتراضات الأساسية التي تسمح بإعادة استخدام القناة للعمل. 

## روابط خارجية
- 14 CFR § 91.21: قواعد إدارة الطيران الفيدرالية المتعلقة بالأجهزة الإلكترونية المحمولة
- المنشور الاستشاري 91.21-1A: استخدام الأجهزة الإلكترونية المحمولة
- تتداخل الهواتف المحمولة مع أدوات الطائرة: BUSTED، ملخص حلقة من MythBusters